# Identité de Roy
L' identité de Roy (établie par l'économiste René Roy) est un élément de la théorie du consommateur permettant de relier la demande marshallienne aux dérivées partielles de la fonction d'utilité indirecte. Elle permet donc de connaître la demande d'un consommateur pour un bien lorsqu'on connaît la manière dont le panier effectivement choisi réagit à des variations des prix et du revenu. 
Formellement, il s'agit d'une reformulation du lemme de Shephard liant la demande Marshalienne et la demande Hicksienne. L'identité de Roy est utile pour démontrer la relation de Slutsky. 

## Expression formelle
Soit {\displaystyle u} une fonction d'utilité continue représentant une relation de préférence strictement convexe et non-saturée localement définie sur l'ensemble de consommation {\displaystyle X=R_{+}^{L}}. Soit {\displaystyle v(p,w)} la fonction d'utilité indirecte correspondant à {\displaystyle u}. Si {\displaystyle v(p,w)} est différentiable en un point {\displaystyle ({\bar {p}},{\bar {w}})}, {\displaystyle {\bar {p}}>0}, {\displaystyle {\bar {w}}>0}, alors, pour chaque {\displaystyle l\in {1,...,L}}
{\displaystyle x_{l}({\bar {p}},{\bar {w}})=-{\frac {\partial v({\bar {p}},{\bar {w}})/\partial p_{l}}{\partial v({\bar {p}},{\bar {w}})/\partial w}}}